# Alexander Woollcott

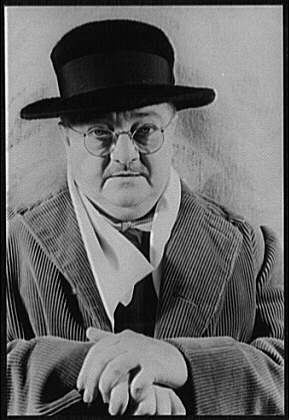
Carl van Vechten: Alexander Woollcott, 1939

Alexander Humphreys Woollcott (* 19. Januar 1887 in Phalanx bei Red Bank, New Jersey; † 23. Januar 1943 in New York City, New York) war ein US-amerikanischer Schriftsteller, Journalist und Literaturkritiker.

## Leben
Alexander Woollcott wuchs in ärmlichen Verhältnissen auf. Durch Unterstützung des Freundes der Familie Alexander Humphreys (nach dem er benannt wurde) studierte er am Hamilton College in Clinton, New York, und ging als Bachelor in Englischer Literatur ab. Bis zum Ausbruch des Ersten Weltkriegs arbeitete er als Journalist bei der The New York Times. 1916 meldete er sich freiwillig zur Armee und kam mit dem U.S. Army Eighteenth Engineers Railway Regiment nach Frankreich.

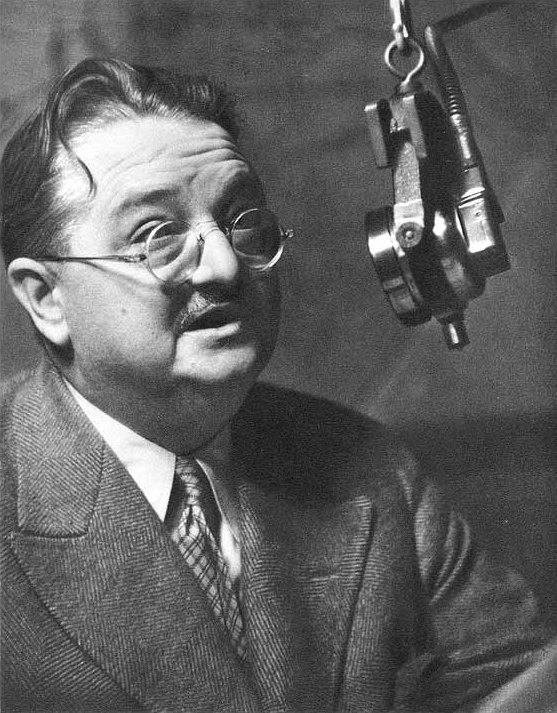
Alexander Woollcott, um 1935

In Paris arbeitete Woollcott bei der Stars and Stripes, einer achtseitigen Truppenzeitung. Innerhalb kürzester Zeit machte er Bekanntschaft mit den Journalisten Harold Ross, Cyrus Baldridge, Franklin Pierce Adams und Jane Grant.
Zurück in New York war er in den 1920er Jahren ein häufiger Gast im literarischen Zirkel im Algonquin Hotel, genannt Algonquin Round Table, einer losen Gruppe von Journalisten, Literaten und Schauspielern. Zum Kern der Künstler, die seinerzeit dort einkehrten, gehörten Dorothy Parker, Robert Benchley, Robert E. Sherwood, Heywood Broun, Marc Connelly, Alice Duer Miller, Harpo Marx, Jascha Heifetz, Janet Flanner, Solita Solano, Ruth Hale, George S. Kaufman, Harold Ross, Neysa McMein, Franklin Pierce Adams, Edna Ferber, Irving Berlin und Bernard Baruch.
Zur selben Zeit bekam Woollcott in der Wochenzeitschrift The New York Times seine eigene Kolumne (Shouts & Murmurs), in der er über das soziale und kulturelle Leben in der Stadt berichtete. Durch die Freundschaft zum britischen Journalisten Walter Duranty und zum sowjetischen Außenminister Maxim Maximowitsch Litwinow reiste Woollcott in den 1930er Jahren in die Sowjetunion. In seinen Radiosendungen kommentierte Woollcott den Weg der Sowjetunion in stalinfreundlicher Art, wobei er die Brutalität des Regimes nicht leugnete, aber aus den historischen und ökonomischen Gegebenheiten Russlands erklärte und rechtfertigte. Während einer Radiosendung erlitt Alexander Woollcott einen Schlaganfall, an dessen Folgen er starb.

## Erwähnenswertes
- In den 1920er Jahren förderte Woollcott die Karriere der Marx Brothers, die durch Filme sowie Fernseh- und Theaterauftritte mit musikalischen Einlagen bekannt geworden waren und nachfolgende Komiker maßgeblich inspiriert hatten.
- 1935 hatte er einen Gastauftritt im Drama Ein charmanter Schurke (The Scoundrel).
- 1941 war er in der Anfangssequenz des Musicalfilms Babes on Broadway zu sehen.
- Woollcoot diente als Vorbild für die Figur des schurkischen Theaterkritikers Waldo Lydecker, gespielt vom Schauspieler Clifton Webb, im Film Laura (1944). Er war auch das Vorbild für die Figur des egozentrischen und zynischen, aber am Ende doch liebenswerten Radiostars Sheridan Whiteside im Theaterstück und Film Der Mann, der zum Essen kam.[1]
- 1939 erschien er im Dokumentarfilm Five Times Five, zu dem er auch das Drehbuch geschrieben hatte.

## Galerie

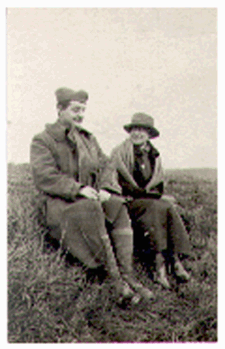
Alexander Woollcott und Jane Grant in Frankreich, um 1919
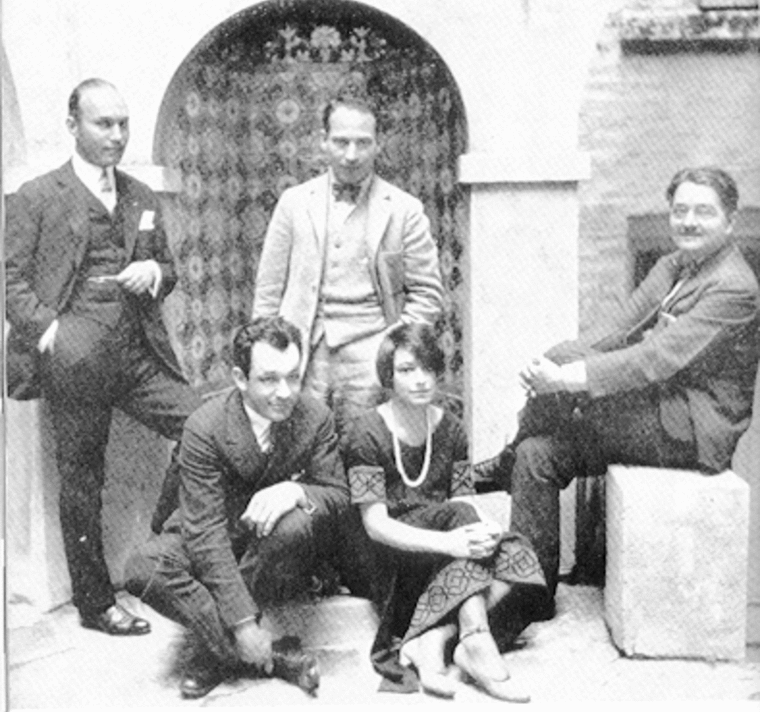
Art Samuels, Harpo Marx, Charlie MacArthur, Dorothy Parker und Alexander Woollcott, um 1919